# José Luis Bermejo
José Luis Bermejo Fernández (Logroño, La Rioja, España, 18 de noviembre de 1947) es un político español. Entre 2008 y 2011 fue senador por La Rioja.

## Trayectoria
Fue diputado de la VII Legislatura. Profesor del Colegio San José de los Hermanos Maristas. Directivo docente. Estudios de Humanidades en la Universidad de La Rioja. Título Nacional Deportivo. Estudios de Pedagogía Musical. Secretario de UCD en La Rioja. Teniente de alcalde del Ayuntamiento de Logroño. Alcalde de Logroño de 1995 a noviembre de 2000. Vicepresidente de la comunidad autónoma de La Rioja por el Partido Riojano. Senador en la IX Legislatura, en la que ocupó la presidencia de la Comisión Mixta de Relaciones Congreso-Senado del Defensor del Pueblo. Miembro del Comité Ejecutivo del Partido Popular en La Rioja.

### Actividad profesional
- Vocal de la Comisión de Educación y Ciencia.
- Portavoz de la Comisión de Reglamento.
- Vocal de la Comisión Mixta de control parlamentario de la Corporación de RTVE y sociedades.
- Vocal de la Delegación española en el Grupo de Amistad con la Asamblea Nacional de la República de Corea.